# Jayabakti (Cabangbungin)
Jayabakti is een bestuurslaag in het regentschap Bekasi van de provincie West-Java, Indonesië. Jayabakti telt 6785 inwoners (volkstelling 2010).